# Lange Bank

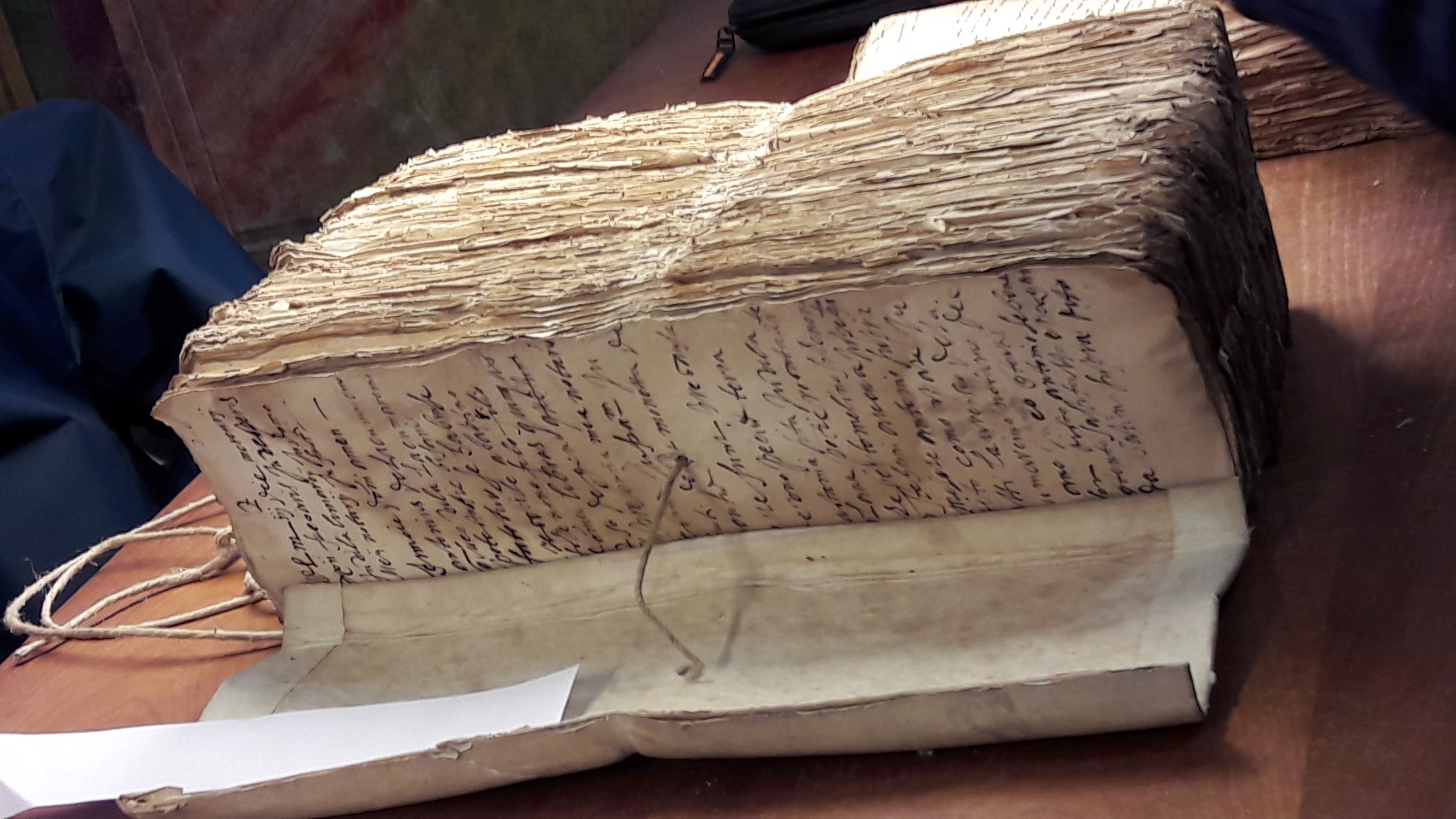
Aktenbündel aus dem Jahr 1542

Die Lange Bank, die es früher in Gerichten gab, ist vor allem durch die von ihr abgeleitete Redewendung „etwas auf die lange Bank schieben“ bekannt. Die Redewendung bedeutet, eine (möglicherweise schwerwiegende, folgenschwere) Entscheidung so lange wie irgend möglich zu verzögern.

## Herkunft
Die Redewendung ist seit dem 15. Jahrhundert belegt; sie stammt aus dem Bereich der Gerichtssprache und aus einer Epoche vor der Einführung von Aktenschränken. In einem vom Hessischen Rundfunk initiierten Buch wird ein Sprachwissenschaftler der Gesellschaft für deutsche Sprache, Winfried Breidbach, zitiert, demzufolge nicht allzu dringliche Gerichtsakten damals in langen, bankähnlichen Truhen aufbewahrt wurden, während die vorrangig zu bearbeitenden Akten häufig direkt auf den Tisch des Richters gelangten: „Man konnte dann davon ausgehen, dass diese Akten so schnell nicht mehr bearbeitet werden, wenn sie erst einmal in eine dieser Truhen gelangt waren.“ Laut Breidbach geht die Redewendung insbesondere auf das Reichskammergericht zurück, das als oberstes Gericht im Heiligen Römischen Reich u. a. für die Einhaltung des Landfriedens zuständig war. Dort seien die Akten zwar streng nach Eingang abgelegt, aufbewahrt und bearbeitet worden. Wenn aber einer der Prozessbeteiligten die Urteilsfindung hinausschieben wollte, dann habe er dafür gesorgt, dass die Akten wieder ganz hinten abgelegt und im wörtlichen Sinne „auf die lange Bank“ geschoben wurden.
Wo der Ausdruck „schwebendes Verfahren“ geprägt wurde, ist unklar. Einer unbelegten Herleitung zufolge habe es Gerichte gegeben, bei denen noch unbearbeitete Akten an einem Seil unter der Decke aufgehängt worden seien. Somit schwebten die Akten, und auch das Verfahren hing in der Luft.

## Belege
1. ↑  Eintrag Bank in: Etymologisches Wörterbuch des Deutschen. dtv, München 1995, S. 95, ISBN 3-423-03358-4.
2. ↑  Frank Eckhardt: Woher stammt „die lange Bank?“ In: Karl-Heinz Wellmann (Hrsg.): Können Vögel husten? Jonas Verlag, Marburg 2005, S. 114, ISBN 3-89445-346-X.